# Macau Grand Prix 2013 (Formel 3)
Der Macau Grand Prix 2013 war der 60. Macau Grand Prix und zum 31. Mal mit einer Formel-3-Veranstaltung. Er fand am 17. November 2013 auf dem Guia Circuit in Macau statt.

## Berichte

### Qualifying
Beim ersten Qualifyings, das am Donnerstag stattfand, fuhr Felix Rosenqvist die schnellste Zeit vor António Félix da Costa und Alexander Sims. 90 Sekunden vor Schluss wurde die Session aufgrund eines Unfalls von Yūichi Nakayama mit der roten Flagge beendet. Lucas Wolf hatte im freien Training einen Unfall und nahm an der Session nicht teil, da sein Fahrzeug nicht rechtzeitig repariert worden war.
Im zweiten Qualifyings am Freitag waren die Rundenzeiten schneller als am Tag zuvor. Das Qualifying wurde von drei roten Flaggen unterbrochen, die viele Fahrern zum Abbruch ihrer schnellen Runden zwang. Raffaele Marciello sicherte sich die Pole-Position vor Rosenqvist und Alex Lynn.

### Qualifikationsrennen
Lynn startete von Position drei gut und setzte sich an die Spitze des Feldes. Marciello verlor von der Pole startend mehrere Positionen und lag nach der ersten Runde auf Position fünf. Rosenqvist übernahm während der ersten Runde die Führung vor Lynn, Lucas Auer, Felix da Costa und Marciello. Wegen mehrerer Unfälle wurde das Safety-Car herausgeschickt.
Nach der zweiten Runde wurde die Strecke wieder freigegeben. Lynn nutzte den fliegenden Start aus und überholte Rosenqvist auf der Start-Ziel-Gerade. Auer machte einen Fahrfehler und schlug in die Streckenbegrenzung ein.
Die ersten vier setzten sich vom Rest des Feldes ab. Im Mittelfeld musste Ed Jones das Rennen wegen eines Drehers beenden. Marciello setzte Felix da Costa und Rosenqvist Lynn unter Druck. Während Lynn dem Druck von Rosenqvist standhielt, war Felix da Costa nicht in der Lage Marciello hinter sich zu halten und wurde in Runde fünf von ihm überholt. In den darauffolgenden Runden setzte Lynn sich von Rosenqvist ab, während Marciello den Abstand zu Rosenqvist verringerte.
Schließlich gewann Lynn vor Rosenqvist, Marciello, Felix da Costa, Pipo Derani und Sims.
Sieger Lynn kommentierte das Rennen wie folgt: „Mit Blick auf das Qualifikationsrennen ist das gut, aber der Grand Prix ist eine andere Sache. Morgen zählt es. Ich muss versuchen ruhig zu bleiben und keinen Fehler zu machen.“

### Rennen
Lynn startete erneut gut und behielt die Führung. Dahinter kam es zu einer Berührung zwischen Rosenqvist und Marciello, bei der sich Rosenqvist die vordere rechte Radaufhängung beschädigte und das Rennen beenden musste. Nutznießer des Zwischenfalls war Derani, der sich auf Position zwei vorarbeitete. Kurz darauf kam es zu einem weiteren Unfall, bei dem John Bryant-Meisner, Lucas Auer und Sean Gelael involviert waren. Für alle drei Fahrer war das Rennen vorzeitig beendet. Da die Rennstrecke von den Fahrzeugen und Trümmerteilen befreit werden musste, wurde das Safety-Car herausgeschickt. Es führte zu diesem Zeitpunkt Lynn vor Derani und Felix da Costa.
Nach der dritten Runde wurde das Rennen wieder freigegeben. Lynn verteidigte seine Führung. Dahinter überholte Felix da Costa Derani. Marciello fuhr hinter Derani und setzte ihn mehrere Runden unter Druck. In der siebten Runde nutzte Marciello den Windschatten von Derani und überholte ihn. In der gleichen Runde machte Sun Zheng einen Fahrfehler mit anschließender Kollision mit der Streckenbegrenzung. Er musste sein Rennen beenden.
Lynn hatte währenddessen seinen Vorsprung zu Felix da Costa sukzessive vergrößert. In Runde zehn kam Marciello immer näher an Felix da Costa heran. Beim Aufholen kam er jedoch in der letzten Kurve zu weit heraus und berührte mit dem linken Hinterrad die Streckenbegrenzung. Die Aufhängung wurde dabei beschädigt und Marciello fuhr unkontrolliert in die Leitplanke. Sein Rennen war daraufhin beendet.
Von diesem Moment an fuhren die ersten drei Piloten ohne Zweikämpfe ihr Rennen zu Ende.
Lynn gewann zum ersten Mal den Macau Grand Prix vor Felix da Costa und Derani. Dahinter komplettierten Sims, King und Jazeman Jaafar die Top 6. Die schnellste Runde fuhr Jordan King.

#### Kommentare der ersten drei Fahrer
„Dieser Sieg bei einem der bekanntesten Formel-3-Rennen des Jahres bedeutet mir sehr viel. Der Guia Circuit ist einer der anspruchsvollsten Stadtkurse der Welt und fordert von den Fahrern volle Konzentration - der kleinste Fehler kann den Sieg oder gar das Rennen kosten. Umso mehr bin ich stolz darauf, dass ich dieses Saisonhighlight gewinnen konnte.“

„Wenn man als Rennsieger hierher zurückkehrt, muss ein weiterer Sieg das Ziel sein. Falls das nicht möglich sein sollte, wollte ich wenigstens einen guten Kampf abliefern, und das ist mir gelungen. Ich muss daher mit diesem Ergebnis zufrieden sein. Diese Jungs sind das Auto jetzt seit zwei oder drei Jahren ständig gefahren, während ich vor einem Jahr zum letzten Mal damit gefahren bin.“

„Es war ein hartes Rennen, denn ich musste mit gebrauchten Reifen starten, die ich bereits im zweiten Qualifying verwendet hatte. Es war während des gesamten Rennens schwierig, denn das Auto hat untersteuert. Ich freue mich daher sehr, hier auf dem Podium zu stehen.“

## Meldeliste
| Team                         | Auto # | Fahrer                 | Motor      |
| ---------------------------- | ------ | ---------------------- | ---------- |
| Carlin                       | 01     | António Félix da Costa | Volkswagen |
| Carlin                       | 02     | Carlos Sainz junior    | Volkswagen |
| Carlin                       | 03     | Harry Tincknell        | Volkswagen |
| Carlin                       | 04     | Jazeman Jaafar         | Volkswagen |
| Carlin                       | 05     | Jordan King            | Volkswagen |
| Carlin                       | 06     | Nicholas Latifi        | Volkswagen |
| D88.com Prema Powerteam      | 08     | Raffaele Marciello     | Mercedes   |
| Theodore Racing by Prema     | 09     | Lucas Auer             | Mercedes   |
| Theodore Racing by Prema     | 10     | Alex Lynn              | Mercedes   |
| Prema Powerteam              | 11     | Esteban Ocon           | Mercedes   |
| TOM’S                        | 12     | Yūichi Nakayama        | Toyota     |
| GP Asia mit Mücke Motorsport | 14     | Felix Rosenqvist       | Mercedes   |
| KFZ-Teile24 Mücke Motorsport | 15     | Yūhi Sekiguchi         | Mercedes   |
| KFZ-Teile24 Mücke Motorsport | 16     | Dennis van de Laar     | Mercedes   |
| Fortec Motorsport            | 17     | Ed Jones               | Mercedes   |
| Fortec Motorsport            | 18     | Pipo Derani            | Mercedes   |
| Fortec Motorsport            | 19     | William Buller         | Mercedes   |
| Fortec Motorsport            | 20     | John Bryant-Meisner    | Mercedes   |
| Fortec Motorsport            | 21     | Tom Blomqvist          | Mercedes   |
| EuroInternational            | 22     | Stefano Coletti        | Volkswagen |
| ThreeBond with T-Sport       | 23     | Alexander Sims         | Nissan     |
| Galaxy Double R Racing       | 24     | Kevin Korjus           | Mercedes   |
| Galaxy Double R Racing       | 25     | Sun Zheng              | Mercedes   |
| Double R Racing              | 26     | Sean Gelael            | Mercedes   |
| Double R Racing              | 27     | Antonio Giovinazzi     | Mercedes   |
| B-Max Engineering            | 28     | Katsumasa Chiyo        | Toyota     |
| URD Rennsport                | 29     | Lucas Wolf             | Mercedes   |
| Jo Zeller Racing             | 30     | Nelson Mason           | Mercedes   |

## Klassifikationen

### Qualifying
| Pos. | Fahrer                 | Team                         | Q1         | Q2        | Start |
| ---- | ---------------------- | ---------------------------- | ---------- | --------- | ----- |
| 01   | Raffaele Marciello     | D88.com Prema Powerteam      | 2:13,831   | 2:11,555  | 01    |
| 02   | Felix Rosenqvist       | GP Asia mit Mücke Motorsport | 2:12,751   | 2:11,622  | 02    |
| 03   | Alex Lynn              | Theodore Racing by Prema     | 2:18,088   | 2:11,639  | 03    |
| 04   | Lucas Auer             | Theodore Racing by Prema     | 2:14,262   | 2:12,052  | 04    |
| 05   | António Félix da Costa | Carlin                       | 2:12,862   | 2:12,083  | 05    |
| 06   | Tom Blomqvist          | Fortec Motorsport            | 2:14,315   | 2:12,111  | 06    |
| 07   | Pipo Derani            | Fortec Motorsport            | 2:13,646   | 2:12,144  | 07    |
| 08   | Jazeman Jaafar         | Carlin                       | 2:14,087   | 2:12,225  | 08    |
| 09   | Harry Tincknell        | Carlin                       | 2:13,518   | 2:12,409  | 09    |
| 10   | Jordan King            | Carlin                       | 2:14,453   | 2:12,616  | 10    |
| 11   | Alexander Sims         | ThreeBond with T-Sport       | 2:13,196   | 2:12,698  | 11    |
| 12   | William Buller         | Fortec Motorsport            | 2:14,591   | 2:12,768  | 12    |
| 13   | Kevin Korjus           | Galaxy Double R Racing       | 2:13,870   | 2:13,053  | 13    |
| 14   | Carlos Sainz junior    | Carlin                       | 2:13,715   | 2:13,173  | 14    |
| 15   | Esteban Ocon           | Prema Powerteam              | 2:15,119   | 2:13,333  | 15    |
| 16   | Nicholas Latifi        | Carlin                       | 2:15,350   | 2:13,551  | 16    |
| 17   | Stefano Coletti        | EuroInternational            | 2:13,777   | 18:30,415 | 17    |
| 18   | Yūhi Sekiguchi         | KFZ-Teile24 Mücke Motorsport | 2:14,553   | 2:13,833  | 18    |
| 19   | Lucas Wolf             | URD Rennsport                | keine Zeit | 2:13,938  | 19    |
| 20   | Antonio Giovinazzi     | Double R Racing              | 2:14,506   | 2:14,018  | 20    |
| 21   | Yūichi Nakayama        | TOM’S                        | 2:14,664   | 2:14,308  | 21    |
| 22   | Dennis van de Laar     | KFZ-Teile24 Mücke Motorsport | 2:16.473   | 2:14,310  | 22    |
| 23   | John Bryant-Meisner    | Fortec Motorsport            | 2:15,881   | 2:14,570  | 23    |
| 24   | Sean Gelael            | Double R Racing              | 2:17,334   | 2:14,657  | 24    |
| 25   | Nelson Mason           | Jo Zeller Racing             | 2:15,949   | 2:14,706  | 25    |
| 26   | Ed Jones               | Fortec Motorsport            | 2:16,094   | 2:14,975  | 26    |
| 27   | Katsumasa Chiyo        | B-Max Engineering            | 2:15,253   | 18:34,053 | 27    |
| 28   | Sun Zheng              | Galaxy Double R Racing       | 2:20,906   | 2:18,912  | 28    |

### Qualifikationsrennen
| Pos. | Fahrer                 | Team                         | Runden | Zeit       | Start | Schnellste Runde |
| ---- | ---------------------- | ---------------------------- | ------ | ---------- | ----- | ---------------- |
| 01   | Alex Lynn              | Theodore Racing by Prema     | 10     | 24:41,968  | 03    | 2:12,402         |
| 02   | Felix Rosenqvist       | GP Asia mit Mücke Motorsport | 10     | + 2,411    | 02    | 2:12,312         |
| 03   | Raffaele Marciello     | D88.com Prema Powerteam      | 10     | + 3,461    | 01    | 2:12,421         |
| 04   | António Félix da Costa | Carlin                       | 10     | + 4,089    | 05    | 2:12,390         |
| 05   | Pipo Derani            | Fortec Motorsport            | 10     | + 7,620    | 07    | 2:12,577         |
| 06   | Alexander Sims         | ThreeBond with T-Sport       | 10     | + 10,620   | 11    | 2:13,037         |
| 07   | Jordan King            | Carlin                       | 10     | + 10,926   | 10    | 2:12,834         |
| 08   | William Buller         | Fortec Motorsport            | 10     | + 11,691   | 12    | 2:12,839         |
| 09   | Carlos Sainz junior    | Carlin                       | 10     | + 13,045   | 14    | 2:12,341         |
| 10   | Esteban Ocon           | Prema Powerteam              | 10     | + 14,713   | 15    | 2:12,531         |
| 11   | Stefano Coletti        | EuroInternational            | 10     | + 15,853   | 17    | 2:12,993         |
| 12   | Jazeman Jaafar         | Carlin                       | 10     | + 17,068   | 08    | 2:12,984         |
| 13   | Nicholas Latifi        | Carlin                       | 10     | + 30,339   | 16    | 2:14,082         |
| 14   | Yūhi Sekiguchi         | KFZ-Teile24 Mücke Motorsport | 10     | + 30,990   | 18    | 2:14,147         |
| 15   | Antonio Giovinazzi     | Double R Racing              | 10     | + 34,049   | 20    | 2:13,972         |
| 16   | Lucas Wolf             | URD Rennsport                | 10     | + 35,563   | 19    | 2:14,573         |
| 17   | Sean Gelael            | Double R Racing              | 10     | + 36,620   | 24    | 2:14,821         |
| 18   | Yūichi Nakayama        | TOM’S                        | 10     | + 38,920   | 21    | 2:14,869         |
| 19   | Katsumasa Chiyo        | B-Max Engineering            | 10     | + 40,040   | 27    | 2:15,516         |
| 20   | John Bryant-Meisner    | Fortec Motorsport            | 10     | + 40,503   | 23    | 2:14,817         |
| 21   | Sun Zheng              | Galaxy Double R Racing       | 10     | + 1:06,786 | 28    | 2:18,665         |
| 22   | Nelson Mason           | Jo Zeller Racing             | 10     | + 1:11,265 | 25    | 2:14,485         |
| 23   | Kevin Korjus           | Galaxy Double R Racing       | 09     | + 1 Runde  | 13    | 2:13,123         |
| —    | Lucas Auer             | Theodore Racing by Prema     | 02     | DNF        | 04    | 4:08,195         |
| —    | Ed Jones               | Fortec Motorsport            | 02     | DNF        | 26    | 3:12,067         |
| —    | Tom Blomqvist          | Fortec Motorsport            | 0      | DNF        | 06    | —                |
| —    | Dennis van de Laar     | KFZ-Teile24 Mücke Motorsport | 0      | DNF        | 22    | —                |
| —    | Harry Tincknell        | Carlin                       | 0      | DNF        | 09    | —                |

### Rennen
| Pos. | Fahrer                 | Team                         | Runden | Zeit       | Start | Schnellste Runde |
| ---- | ---------------------- | ---------------------------- | ------ | ---------- | ----- | ---------------- |
| 01   | Alex Lynn              | Theodore Racing by Prema     | 15     | 37:37,975  | 01    | 2:11,959         |
| 02   | António Félix da Costa | Carlin                       | 15     | + 1,173    | 04    | 2:12,061         |
| 03   | Pipo Derani            | Fortec Motorsport            | 15     | + 6,795    | 05    | 2:12,019         |
| 04   | Alexander Sims         | ThreeBond with T-Sport       | 15     | + 8,203    | 06    | 2:11,883         |
| 05   | Jordan King            | Carlin                       | 15     | + 9,573    | 07    | 2:11,547         |
| 06   | Jazeman Jaafar         | Carlin                       | 15     | + 15,547   | 12    | 2:12,015         |
| 07   | Carlos Sainz junior    | Carlin                       | 15     | + 16,976   | 09    | 2:12,466         |
| 08   | Tom Blomqvist          | Fortec Motorsport            | 15     | + 26,160   | 26    | 2:12,676         |
| 09   | Nicholas Latifi        | Carlin                       | 15     | + 29,822   | 13    | 2:13,464         |
| 10   | Esteban Ocon           | Prema Powerteam              | 15     | + 30,914   | 10    | 2:12,739         |
| 11   | Yūhi Sekiguchi         | KFZ-Teile24 Mücke Motorsport | 15     | + 32,854   | 14    | 2:13,847         |
| 12   | Yūichi Nakayama        | TOM’S                        | 15     | + 33,790   | 18    | 2:14,216         |
| 13   | William Buller         | Fortec Motorsport            | 15     | + 34,265   | 08    | 2:12,635         |
| 14   | Harry Tincknell        | Carlin                       | 15     | + 36,532   | 28    | 2:13,145         |
| 15   | Katsumasa Chiyo        | B-Max Engineering            | 15     | + 36,902   | 19    | 2:13,480         |
| 16   | Antonio Giovinazzi     | Double R Racing              | 15     | + 37,584   | 15    | 2:12,553         |
| 17   | Nelson Mason           | Jo Zeller Racing             | 15     | + 39,877   | 22    | 2:13,236         |
| 18   | Dennis van de Laar     | KFZ-Teile24 Mücke Motorsport | 15     | + 1:01,651 | 27    | 2:14,622         |
| 19   | Ed Jones               | Fortec Motorsport            | 15     | + 1:29,025 | 25    | 2:15,363         |
| 20   | Lucas Wolf             | URD Rennsport                | 14     | + 1 Runde  | 16    | 2:14,060         |
| 21   | Kevin Korjus           | Galaxy Double R Racing       | 13     | + 2 Runden | 23    | 2:12,477         |
| —    | Raffaele Marciello     | D88.com Prema Powerteam      | 09     | DNF        | 03    | 2:12,505         |
| —    | Stefano Coletti        | EuroInternational            | 07     | DNF        | 11    | 2:13,660         |
| —    | Sun Zheng              | Galaxy Double R Racing       | 06     | DNF        | 21    | 2:18,466         |
| —    | Felix Rosenqvist       | GP Asia mit Mücke Motorsport | 0      | DNF        | 02    | —                |
| —    | Sean Gelael            | Double R Racing              | 0      | DNF        | 17    | —                |
| —    | John Bryant-Meisner    | Fortec Motorsport            | 0      | DNF        | 20    | —                |
| —    | Lucas Auer             | Theodore Racing by Prema     | 0      | DNF        | 24    | —                |